# Jezioro Gunn
Jezioro Gunn – jezioro w Nowej Zelandii o powierzchni 6 km² i maksymalnej głębokości 477 m.

## Położenie
Znajduje się na terenie rezerwatu przyrody Te Wahipounamu, w południowo-zachodniej części Wyspy Południowej, pomiędzy jeziorem Te Anau i Zatoką Milforda. Wzdłuż wschodniego brzegu biegnie droga stanowa 94 (ang. state highway 94). Blisko południowego krańca jeziora leży mały obóz trampingowy Cascade Creek Campsite, zaś na północy Lake Gunn Campsite. Przez jezioro przepływa zachodnia odnoga rzeki Eglinton.
Jezioro znajduje się w granicach Fiordland National Park i otoczone jest rodzimym lasem z udziałem bukanów. W pobliżu położonych jest kilka mniejszych jezior, w tym Fergus i McKellar. Blisko zachodniego brzegu jeziora znajduje się wiele gór, w szczególności szczyt Melita (1680 m n.p.m.).

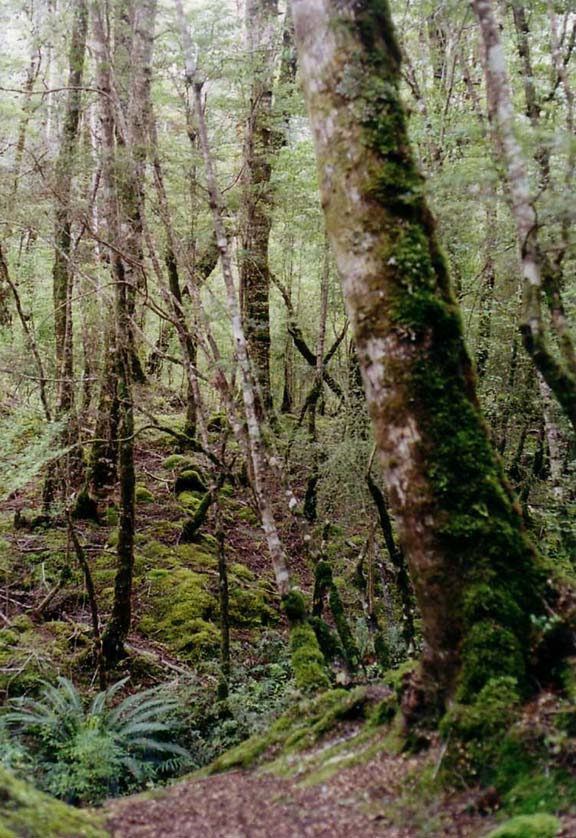
Las bukanowy otaczający jezioro
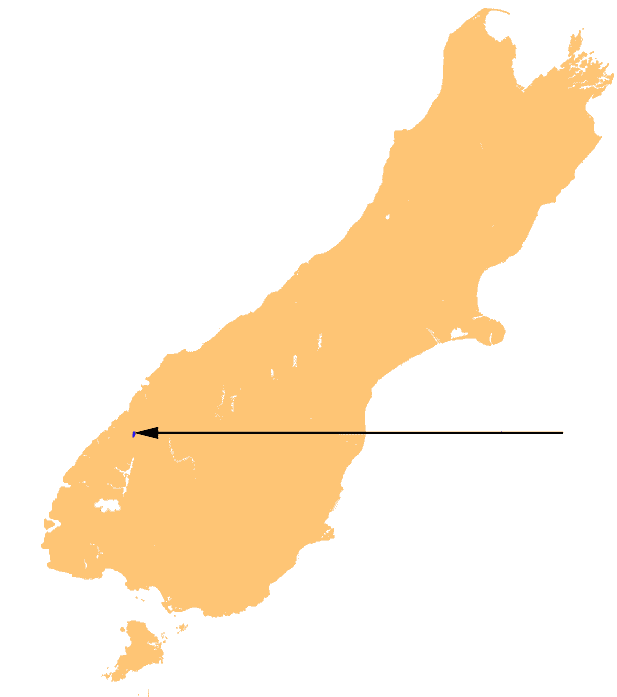
Lokalizacja w Nowej Zelandii
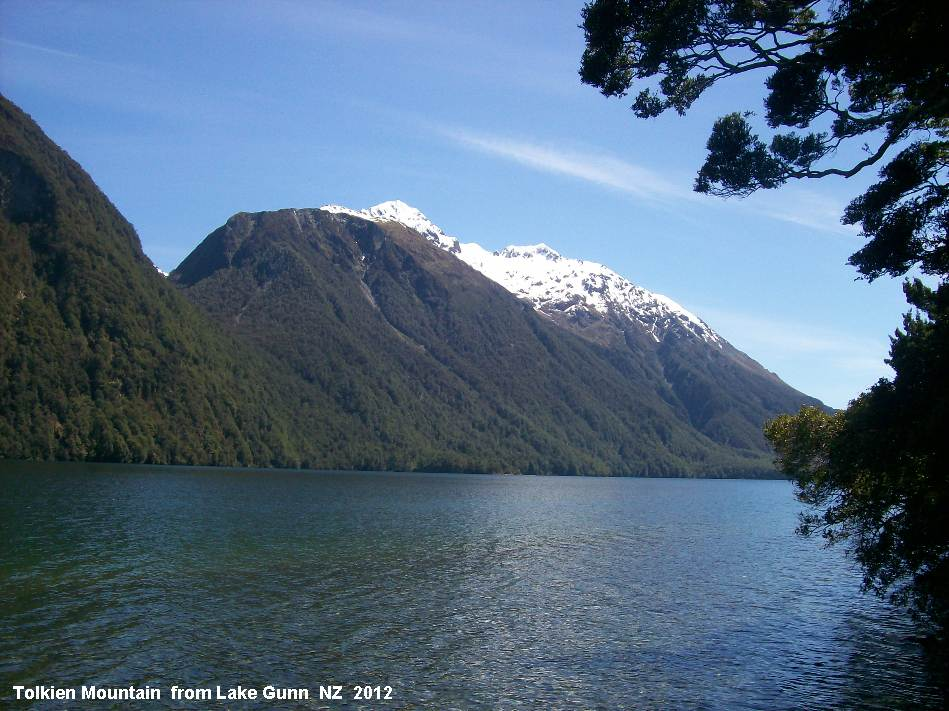
Jezioro Gunn